# 732

732(칠백삼십이)는 731보다 크고 733보다 작은 자연수다.

## 수학
- 합성수로, 그 약수는 총 12개다. (1, 2, 3, 4, 6, 12, 61, 122, 183, 244, 366, 732)
  - 732의 진약수의 합은 1004이므로, 732는 과잉수다.
- 60번째 불가촉수다. 앞의 불가촉수는 726, 다음은 738이다.
- {\displaystyle 732=73+79+83+89+97+101+103+107}
  - 연속하는 소수(素數) 8개의 합으로 나타낼 수 있으며, 이 성질을 지닌 앞의 수는 696, 다음 수는 768이다.
- {\displaystyle 732=53+59+61+67+71+73+79+83+89+97}
  - 연속하는 소수(素數) 10개의 합으로 나타낼 수 있으며, 이 성질을 지닌 앞의 수는 682, 다음 수는 780이다.
- {\displaystyle 732=3^{6}+3^{1}}
- {\displaystyle 13^{3}-1}은 732로 나누어떨어진다.

## 과학·기술
- NGC 732(영어판): 안드로메다자리 방향에 있는 렌즈형은하.
- 732 칠라키(영어판): 소행성.
- ISO 732(영어판): 중형 카메라의 사진 포맷에 관한 표준.

## 교통

### 철도
- 서울 지하철 7호선 논현역의 역번호.

### 도로
- 732번 지방도: 전북특별자치도 완주군 고산면에서 진안군 주천면까지 이어지는 대한민국의 지방도.
- 현도 제732호선

## 군사
- 732 해군 항공대(영어판): 과거 존재한 영국의 해군 항공대.
- U-732(영어판, 독일어판): 제2차 세계 대전에 사용된 나치 독일의 군용 잠수함.

## 문화유산
- 대한민국의 보물 제732호: 조대비 사순칭경진하도 병풍

## 기타
- 연도: 732년, 기원전 732년